# Gutenberg (Nadrenia-Palatynat)
Gutenberg – miejscowość i gmina w Niemczech, w kraju związkowym Nadrenia-Palatynat, w powiecie Bad Kreuznach, wchodzi w skład gminy związkowej Rüdesheim. 